# 타이청 베이커리

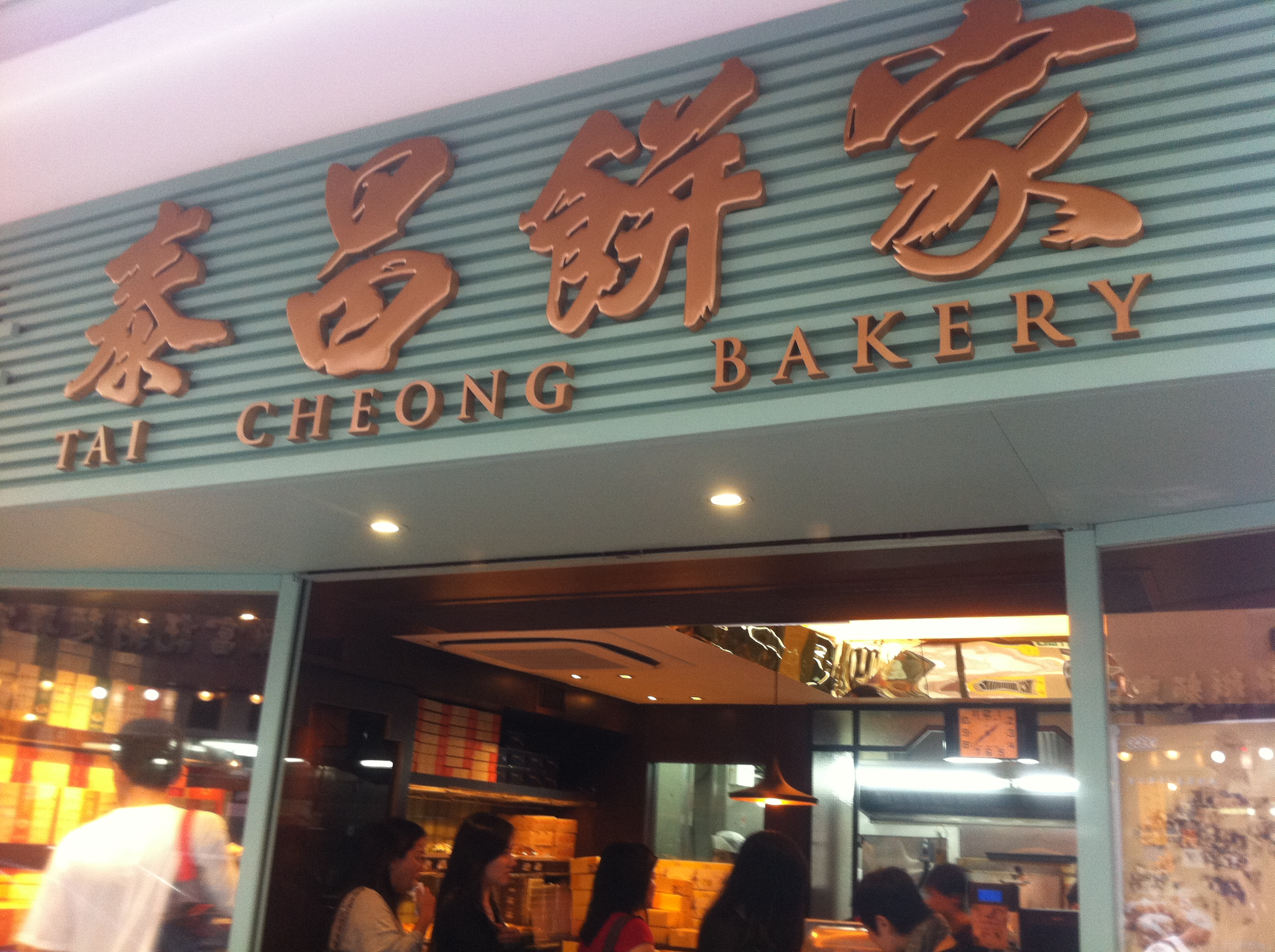

타이청 베이커리(泰昌餅家)는 홍콩의 단탓(에그타르트) 전문점이다. 쑤하오 등 홍콩 각지에 위치하고 있다.